# Stadtpfarrkirche St. Martin (Lauingen)

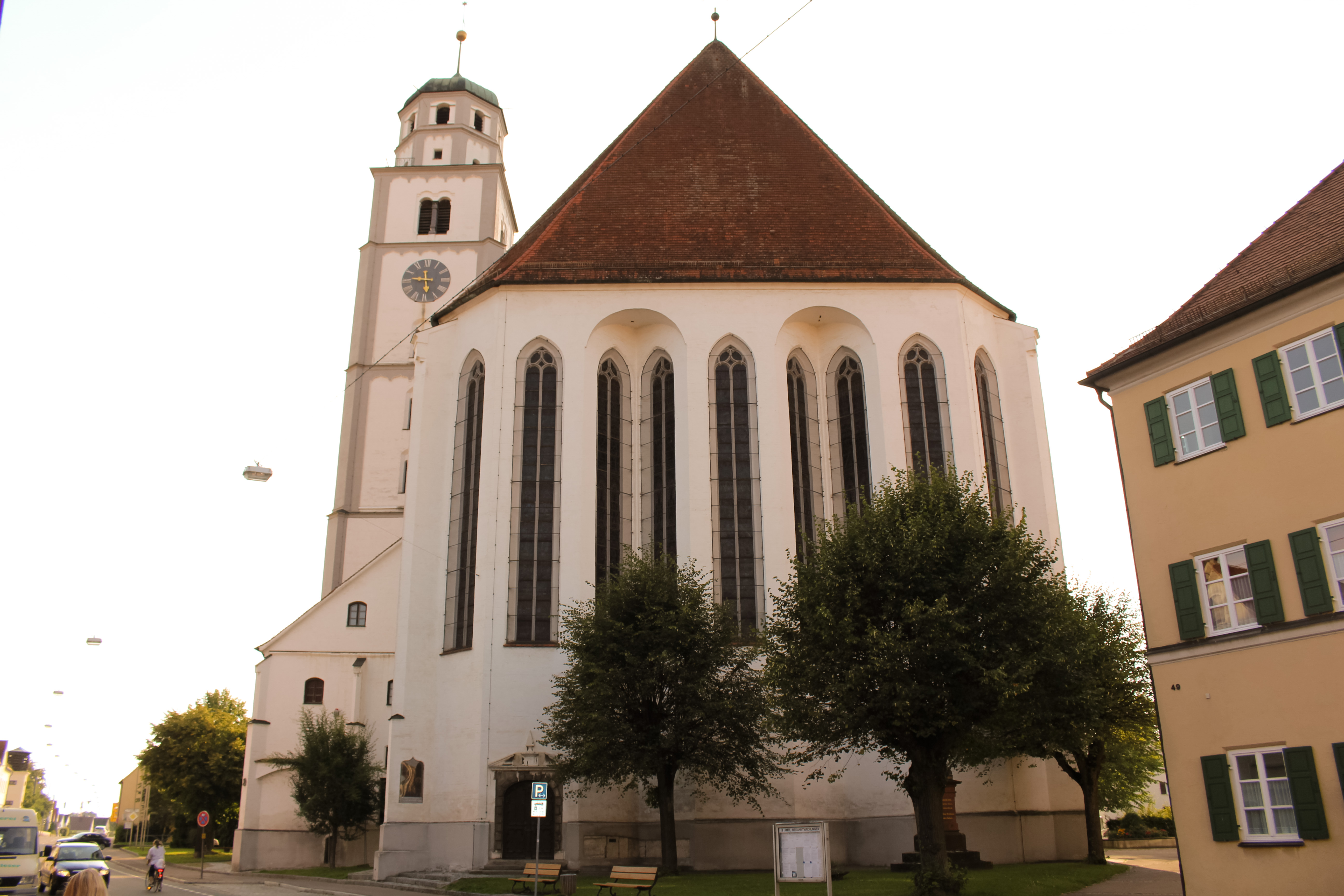
Geostete Chorpartie

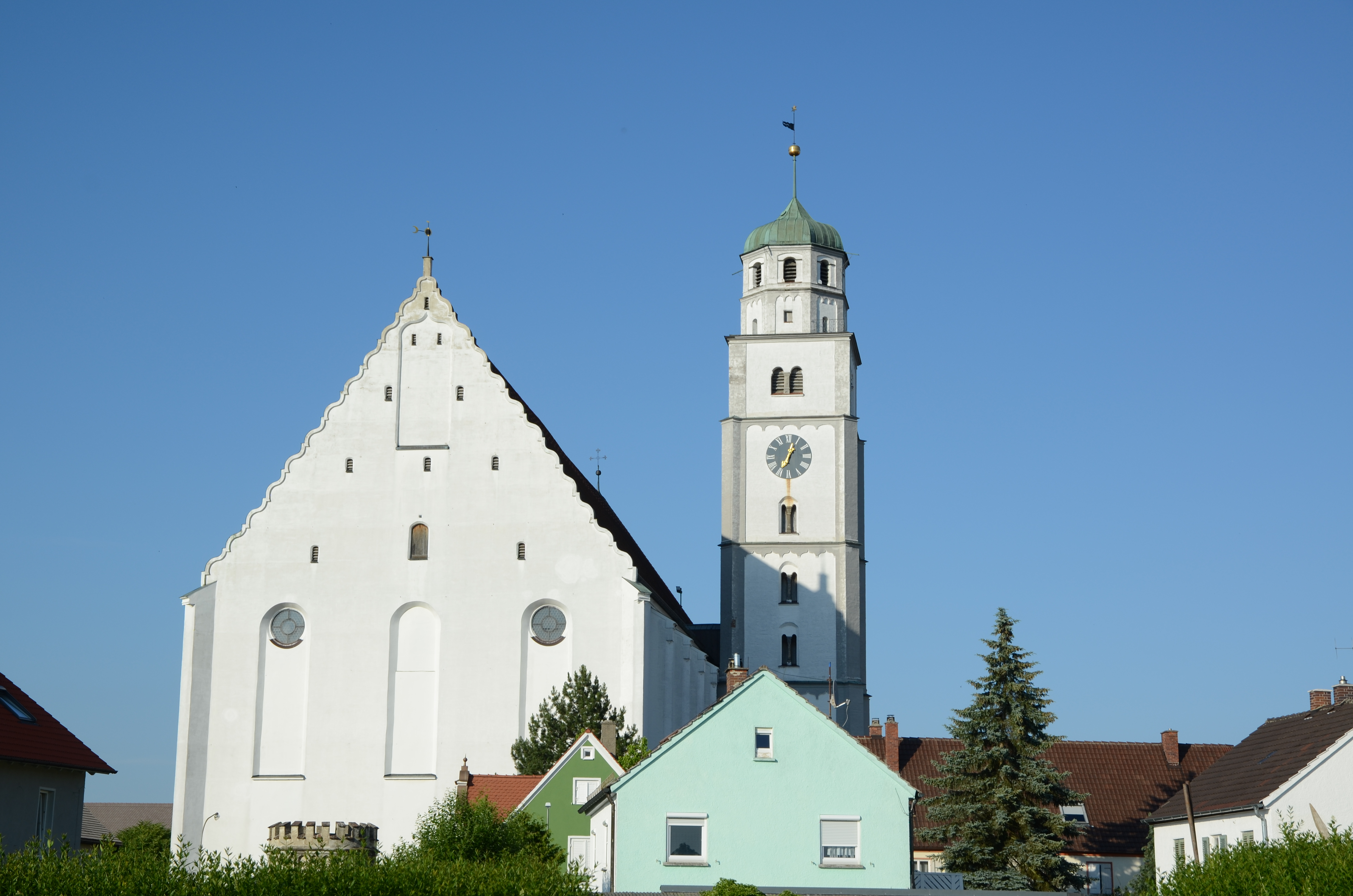
Wuchtige Westfassade

Die Stadtpfarrkirche St. Martin, auch Sankt-Martins-Münster genannt, ist die römisch-katholische Pfarrkirche von Lauingen im bayrischen Landkreis Dillingen an der Donau im gleichnamigen römisch-katholischen Dekanat Dillingen. Sie ist ein geostetes Kirchenbauwerk, wie es zur Zeit der Gotik üblich war und prägt mit ihrer Wuchtigkeit das Stadtbild Lauingens.

## Geschichte

### Frühzeit (8. bis 16. Jahrhundert)
Ursprung des Sankt-Martins-Münsters zu Lauingen war eine Martinskapelle, die dem heiligen Martin von Tours geweiht war, dem Hauspatron der Staufer, in deren Herrschaftsgebiet die Stadt lag. Dazwischen gab es mutmaßlich mehrere Vorgängerbauten, unter anderem eine dreischiffige romanische Basilika, deren Existenz gesichert ist. Durch die Zuteilung der die Stadt umgebenden Siedlungen Frauen-, Veitriedhausen, Halberingen, Hausen und Weihengau bekamen Pfarrsprengel und Stadt immer größere Bedeutung.
Als die Stadt im Jahre 1505 an die Herrscherfamilie Pfalz-Neuburg fiel, wurde Lauingen als Zweitresidenz ausgebaut, das Münster weiterentwickelt und ein viel größerer Neubau erwogen.
Ab 1516 wurde St. Martin weitestgehend in heutiger Fassung im gotischen Stil neu erbaut. Bürgermeister Mathis Reiser, zugleich Kirchenpfleger und Maler, konnte den Nördlinger Baumeister Stephan Weyrer den Älteren für einen Neubau der Kirche gewinnen. Die Pläne stammten vom Augsburger Hans Hieber.
Anfang 1520 wurde der Rohbau vollendet und in den folgenden Jahren mit Wandfresken ausgeschmückt, die in der Reformationszeit größtenteils wieder beseitigt wurden. Der Friedhof an der Pfarrkirche wurde an die Leprosenkapelle St. Johannes verlegt, die sich damals außerhalb der Stadtmauern befand.
Der Turmbau zog sich bis Mai 1576 hin und wurde von den ortsansässigen Baumeistern Hans und Jörg Degeler ausgeführt. Der Kupferschmied Thomas Leberwurst vollendete ihn mit einer Turmhaube aus Kupfer. Finanziert wurde St. Martin durch päpstliche Ablassbriefe der Bürger, Stiftungen und die Stadt, auswärtige Klöster gewährten großzügige Darlehen.
Als das Kloster Ettal in Geldschwierigkeiten geriet, kaufte die Stadt Lauingen ihm den Großzehnten und das Patronats- und Präsentationsrecht ab und konnte damit über die Einnahmen, das Kirchengebäude und die Baulast verfügen.

### Reformation und Gegenreformation (16. bis 17. Jahrhundert)
Im Jahre 1522 machten sich in Lauingen die Einflüsse der Reformation bemerkbar. Nachdem Herzog Ottheinrich zur evangelischen Konfession übergetreten war, schaffte er mit der Einführung des Protestantismus 1543 den katholischen Gottesdienst ab. Drei Jahre später belagerte Kaiser Karl V. die Stadt und erzwang die Öffnung der Stadttore durch den Stadtrat. Lauingen wurde unter Zwang wieder katholisch. Wenig später um 1552 erhielt der Fürst von Neuburg das Bestimmungsrecht über Volk und Land zurück, die Bürger der Stadt wurden wieder evangelisch.
Die gotische Ausstattung der Kirche wurde weitgehend vernichtet. Herzog Wolfgang Wilhelm trat 1613 unter erbittertem Widerstand der Bevölkerung der Stadt und des Umlandes zum Katholizismus über. Nach dem Schwedeneinfall wurde Lauingen 1632 wieder protestantisch. Nach dem Abzug der Schweden kamen die kaiserlichen Truppen und Herzog Wolfgang Wilhelm erlangte erneut Herrschaft über die Stadt, wiederum wurde im Zuge der Gegenreformation der Katholizismus  eingeführt.
Nach mehreren Konfessionswechseln und Bilderstürmen war das Kircheninnere im 18. Jahrhundert barockisiert worden. Diese Veränderungen wurden gegen Ende des 19. Jahrhunderts beseitigt und durch eine neugotische Ausstattung unter Einbeziehung der barocken Statuen ersetzt. Ursprüngliche Elemente sind in der Kirche durch die Wirren von Reformation und Gegenreformation kaum noch vorhanden.

### Neuzeit (17. bis 21. Jahrhundert)
Schon während des Dreißigjährigen Krieges baute Christoph Senft in St. Martin neue Altäre. Das nicht mehr existierende Altarbild  Aussendung des Heiligen Geistes entstand in dieser Zeit. Die ansässigen Schreinermeister Hans Jerg Rieger und Johann Michael Schroff lieferten das barocke Kirchengestühl, das Johann Michael Schroff 1748 ersetzte. Eine Kanzel kam 1748 dazu, ebenso der 16-teilige Kreuzweg und eine neue Orgel.
1774 wurde der aus der Schroff-Werkstatt stammende Hochaltar ersetzte. 1780 malte Johann Enderle die Kirche mit 24 Barockbildern aus, die 1842 übertüncht wurden.
Im Rahmen der Feierlichkeiten zum 600. Todestag des heiligen Albertus Magnus im Jahr 1800 wurde die barocke Ausstattung größtenteils entfernt. Die Neugotik hielt Einzug im Martinsmünster, mit der Umsetzung wurde Joseph Riedmüller beauftragt. Joseph Hieber fertigte neue Altäre; neugotische Glasfenster kamen ebenfalls hinzu. Teile davon wurden bei umfangreichen Renovierungsarbeiten von 1953 bis 1955 wiederum entfernt.
In der Nacht vom 12. auf den 13. Oktober 1941 wurde im Zweiten Weltkrieg der Dachstuhl von St. Martin bei einem Bombenangriff  schwer beschädigt, nur durch den Einsatz engagierter Lauinger konnte die Kirche gerettet und größerer Schaden abgewendet werden.
Großflächige Außen- und Innenrenovierungsarbeiten erfolgten von 1953 bis 1955. Dadurch wurden die Fresken aus der Gründungszeit der Kirche freigelegt. Während die neugotische Ausstattung teilweise erhalten blieb, wurden die Kanzel, zwei Seitenaltäre, sechs Beichtstühle und das neugotische Orgelgehäuse entfernt. 1985 musste die Kirche zwei Jahre geschlossen werden, weil ein Schaden des Gewölbes drohte. Eine statische Sanierung wurde notwendig, zugleich erfolgte eine Erneuerung des Innenraums.
Klaus Backmund aus München schuf für den neuen Altarraum den Volksaltar mit der Hirnschalenreliquie von Albertus Magnus und einen Ambo. Der Kirchinnenraum wurde in dieser Zeit bei der bislang letzten Veränderung auf seinen Ursprungszustand aus der Gründungszeit zurückversetzt.

## Baubeschreibung

### Außenansicht

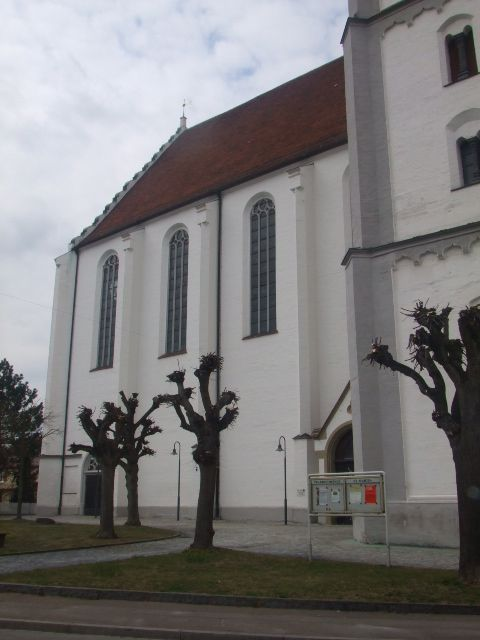

Die Stadtpfarrkirche ist eine spätgotische Hallenkirche aus weiß verputztem Backstein auf rechteckigem Grundriss mit drei gleich hohen und breiten Schiffen.
Äußerlich ist die Lauinger Stadtpfarrkirche durch ihr wuchtiges und einfaches Erscheinungsbild zu erkennen. Größtenteils sind die Fundamente aus dem Faminger Apollo-Grannus-Tempel entnommen. Als geostetes Kirchenbauwerk ragt die Chorpartie in die Herzog-Georg-Straße hinein, während die Fassaden der anderen Häuser streng dem Verlauf der Hauptstraße der Herzogsstadt folgen. Die mit hohen Buntglasfenstern ausgestatteten dreiteiligen Chorpartien erscheinen eigenständig, werden aber unter dem gemeinsamen Dach zusammengefasst.
Das relativ dünne Mauerwerk ist hoch und schlicht gestaltet, durchsetzt von hohen Kirchenfenstern und schwach ausgeprägten Strebepfeilern. Von Westen her ziert der gewaltige Abschluss der Kirche das Bild des Sakralbaus. Sehenswert ist auch das gut erhaltene fünfstöckige spätgotische Dachwerk. Durch seine Monumentalität zeugt es von der damaligen Baukunst der Architekten und prägt das Stadtbild Lauingens.
Am südlichen und nördlichen Teil der Kirche sind jeweils vier mächtige Portale eingelassen. Ein weiteres Portal im Osten ist ein Überbleibsel aus der Zeit der Reformation.
Ein hoher quadratischer Turm mit achteckigem Obergeschoss und flacher welscher Haube ist ca. 57 Meter hoch. Östlich davon befindet sich die zweistöckige Sakristei, die ehemalige Sebastianskapelle, die schon 1491 erstmals erwähnt wurde.

### Innenansicht

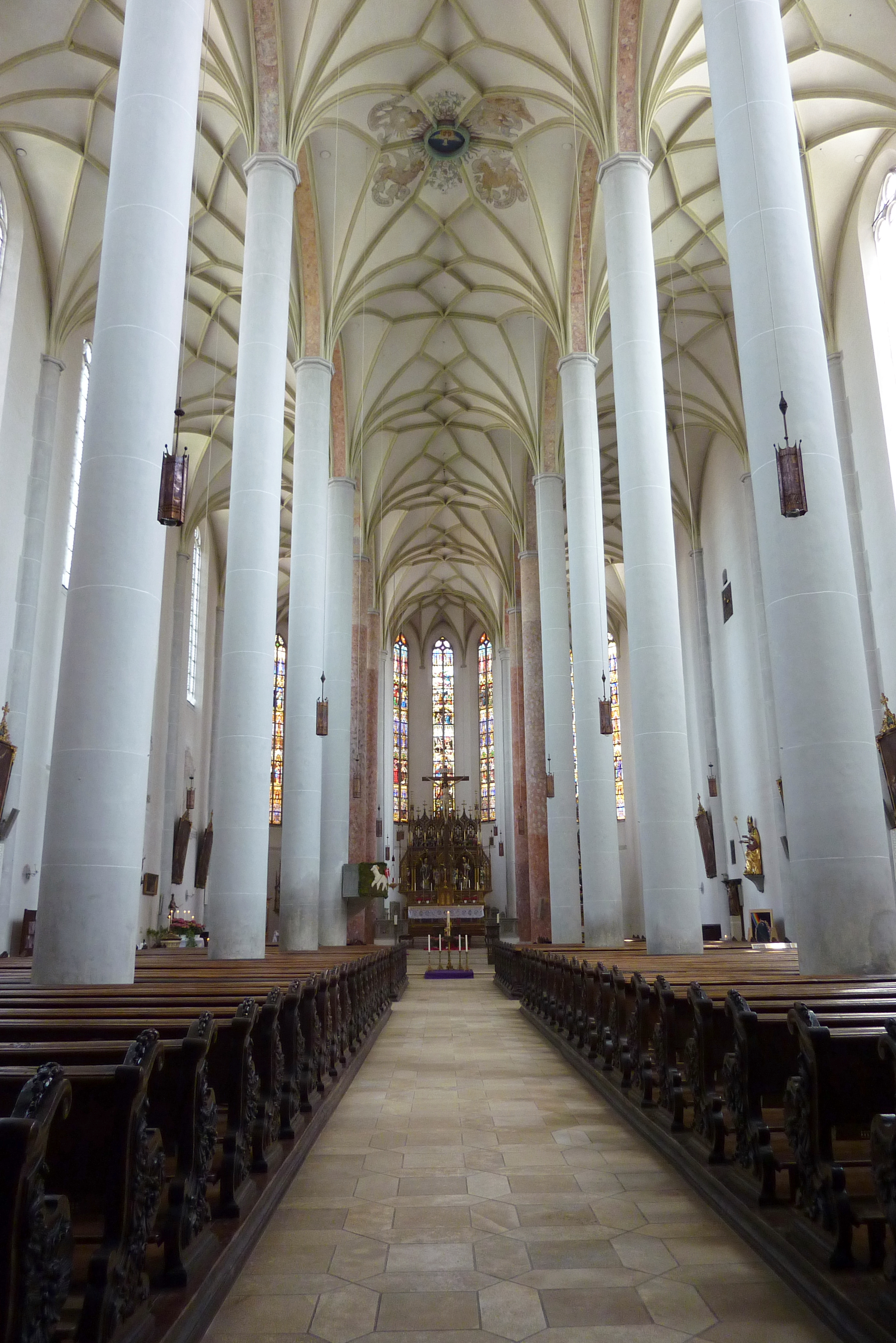

Die dreischiffige und achtjöchige Kirche ist 65 Meter lang, 25 Meter breit und 22 Meter hoch. Die Firsthöhe beträgt etwa 38 Meter. Das Mauerwerk besteht zum größten Teil aus Backstein. Die 14 schlanken Rund- bzw. Halbsäulen tragen die Netzgewölbe. Die Säulen im Altarraum sind mehrfarbig bemalt. Auf dem einstufig erhöhten Altarraum steht der Volksaltar, wenige Meter dahinter der Hochaltar mit einer Pfingst-Szene mit zwölf Aposteln und Maria in der Mitte. Zwei Seitenaltäre in den Apsiden sind dem heiligen Martin und dem heiligen Albert geweiht.
Die Säulen sind mit Säulengurten verbunden. Die Gewölberippen gebranntem Ton sind grünlich bemalt. Die rötliche Farbgebung der Säulen im Altarraum ist im Original erhalten. Die Decke des Münsters ist von einer einzigartig luftigen Eleganz und Klarheit. Die schlanken Säulen lassen den Eindruck einer sich selbst tragenden Decke entstehen.
Fresken an der Westseite über der Orgelempore stellen Adam und Eva und den Baum der Erkenntnis dar. Freigelegte Fresken an der Nordseite stellen einen Teil des Kreuzweges dar. Unter der Empore befindet sich das Kenotaph der Pfalzgräfin Elisabeth.
In der Grablege hinter dem Hochaltar aus dem Jahr 1570 sind 38 Mitglieder des herzoglichen Hauses Pfalz-Neuburg bestattet. Teile davon wurden „des besseren Schutzes wegen“ nach München überführt und befinden sich im Bayerischen Nationalmuseum.

## Ausstattung
| 1. Hochaltar 2. Albertusaltar 3. Martinsaltar 4. Volksaltar 5. Statue des Münsterpatrons St. Martin 6. Marienstatue 7. Kanzel 8. Sakristei (ehemalige Sebastianskapelle) | 9. Turmsockel 10. Südlicher Haupteingang Ost 11. Nördlicher Haupteingang Ost 12. Südlicher Haupteingang West 13. Nördlicher Haupteingang West 14. Orgelempore 15. Kenotaph (Grabmal) der Pfalzgräfin Elisabeth |

### Altäre
Besondere Schmuckstücke im Innenraum von St. Martin sind die neugotischen Altäre von Joseph Riedmüller und Joseph Hieber, insbesondere der Hochaltar, der erhöht in der Mittelapsis steht. Sein zentrales Element ist eine Pfingstszene, die „Aussendung des Heiligen Geistes“ mit der Gottesmutter im Mittelpunkt. Darüber befindet sich eine Statue Jesu mit einem Evangeliar, darunter eine Aussetzungskonsole mit einem Kreuz davor, flankiert zur Linken vom Patron der Kirche und zur Rechten vom Bistumspatron Ulrich von Augsburg.
Der rechte Seitenaltar ist dem heiligen Albert geweiht. Er trägt die Ordenstracht der Dominikaner und ist als Bischof mit Mitra und Hirtenstab und einem Buch, als Reminiszenz an seine wissenschaftliche Tätigkeit als Doctor Universalis ausgestattet. In der Mitte befindet sich die Szene Jesu-Geburt mit Hirten an der Krippe.
Der linke Seitenaltar ist dem heiligen Ulrich gewidmet. In der Mitte machen die Heiligen Drei Könige die Jesus an der Krippe ihre Aufwartung.
Der Volksaltar und das Lektorenpult vom Bildhauer Klaus Backmund sind aus massiver Bronze. Der Rahmen trägt florale Muster. In den Altar ist die Hirnschalenreliquie des heiligen Albert integriert.

### Bleiglasfenster
Jeweils drei von der Glasmalerei Mittermaier durch Ludwig Mittermaier gestaltete Buntglasfenster in den Apsiden sind von außerordentlicher Qualität.
| Linke Buntglasfenster | Mittlere Buntglasfenster | Rechte Buntglasfenster |
| --- | --- | --- |
| | | |
| Links Johannes, Matthäus, Veronika, Maria Magdalena Mitte Wurzel Jesse (Stammbaum Jesu) Rechts Simon, Jakobus Min., Afra, Ulrich | Links Petrus, Paulus, Hieronymus, Gregor Mitte Werke der Barmherzigkeit Rechts Andreas, Jakobus Maj., Augustinus, Ambrosius | Links Philippus, Bartholomäus, Maria, Josef Mitte 14 Nothelfer Rechts Thaddäus, Thomas, Karl der Große, Johannes der Täufer |

### Kruzifix
Ein Kruzifix von Peter Trünklein aus dem Jahre 1522 hat bei der letzten Renovierung 1985 einen neuen Platz über dem Volksaltar gefunden. Das Kreuz soll als freischwebendes Element im Raum die Luftigkeit und die enorme Höhe des Münsters besser zur Geltung bringen.

### Ölgemälde
Besonders sehenswert ist der vom Lauinger Maler Johann Anwander geschaffene Kreuzweg.

| Bild | Beschreibung                                                                     |  | Beschreibung                                                    | Bild |
| ---- | -------------------------------------------------------------------------------- |  | --------------------------------------------------------------- | ---- |
|      | Kreuzauffindung durch die heilige Helena im Heiligen Land des 4. Jahrhunderts    |  | Sühneopfer Jesu Christi Jesus geht für unsere Sünden in den Tod |      |
|      | Station XIV Der Leichnam Jesu wird ins Grab gelegt                               |  | Station I Jesus wird zum Tode verurteilt                        |      |
|      | Station XIII Jesus wird vom Kreuz genommen und in den Schoß seiner Mutter gelegt |  | Station II Jesus nimmt das Kreuz auf seine Schultern            |      |
|      | Station XII Jesus stirbt am Kreuz                                                |  | Station III Jesus fällt zum ersten Mal unter dem Kreuz          |      |
|      | Station XI Jesus wird ans Kreuz geschlagen                                       |  | Station IV Jesus begegnet seiner Mutter                         |      |
|      | Station X Jesus wird seiner Kleider beraubt                                      |  | Station V Simon von Cyrene hilft Jesus das Kreuz tragen         |      |
|      | Station IX Jesus fällt zum dritten Mal unter dem Kreuz                           |  | Station VI Veronika reicht Jesus das Schweißtuch                |      |
|      |                                                                                  |  | Station VII Jesus fällt zum zweiten Mal unter dem Kreuz         |      |
|      |                                                                                  |  | Station VIII Jesus begegnet den weinenden Frauen                |      |

### Orgel
1881 erbaute G. F. Steinmeyer & Co. den Grundstock des heutigen, „Albertus-Magnus-Orgel“ genannten Instrumentes. Nach einer Umbaumaßnahme – u. a. Einbau eines neuen Freipfeifenprospekt – durch die Gebrüder Sandtner in 1950er/60er Jahren musste das Werk 2003 stillgelegt werden. 2018 erfolgte die feierliche Wiederweihe durch Bischof Konrad Zdarsa nach einer umfassende Restaurierung und Erweiterung um zwei Register in 32′-Lage und einem neuen Spieltisch durch Siegfried Schmid. Das Werk besitzt nun 52 Register auf drei Manualen und Pedal, die Disposition lautet:
| I Hauptwerk C–g3 |           |       |
| 1.               | Principal | 16′   |
| 2.               | Principal | 8′    |
| 3.               | Gedeckt   | 8′    |
| 4.               | Viola     | 8′    |
| 5.               | Oktave    | 4′    |
| 6.               | Flöte     | 4′    |
| 7.               | Quinte    | 2 ⁄3′ |
| 8.               | Oktave    | 2'    |
| 9.               | Cornet    | 4′    |
| 10.              | Mixtur    | 1 ⁄3′ |
| 11.              | Trompete  | 8′    |
| 12.              | Clairon   | 4′    |

| II Positiv C–g3 |                 |        |
| 13.             | Rohrflöte       | 8′     |
| 15.             | Weidenpfeife    | 8′     |
| 15.             | Ital. Prinzipal | 4′     |
| 16.             | Querflöte       | 4′     |
| 17.             | Gemshorn        | 2′     |
| 18.             | Terz            | 1 3⁄5′ |
| 19.             | Quinte          | 1 ⁄3′  |
| 20.             | Oktave          | 1′     |
| 21.             | Cymbel III–IV   | 1⁄2′   |
| 22.             | Krummhorn       | 8′     |
| 23.             | Vox humana      | 8′     |
|                 | Tremulant       |        |

| III Schwellwerk C–g3 |                 |        |
| 24.                  | Quintadena      | 16′    |
| 25.                  | Flötenprincipal | 8′     |
| 26.                  | Gedeckt         | 8′     |
| 27.                  | Salicional      | 8′     |
| 28.                  | Schwebung       | 8′     |
| 29.                  | Principal       | 4′     |
| 30.                  | Nachthorn       | 4′     |
| 31.                  | Violine         | 4'     |
| 32.                  | Quinte          | 2 ⁄3′  |
| 33.                  | Superoktave     | 2′     |
| 34.                  | Waldflöte       | 2′     |
| 35.                  | Terz            | 1 3⁄5′ |
| 36.                  | Scharf IV       | 1′     |
| 37.                  | Fagott          | 16′    |
| 38.                  | Helle Trompete  | 8′     |
|                      | Tremulant       |        |

| Pedal C–f1 |                 |         |
| 39.        | Untersatz       | 32′     |
| 40.        | Principalbass   | 16′     |
| 41.        | Contrabass      | 16′     |
| 42.        | Subbass         | 16′     |
| 43.        | Quintbass       | 10 2⁄3′ |
| 44.        | Octavbass       | 8′      |
| 45.        | Gedecktbass     | 8′      |
| 46.        | Choralbass      | 4′      |
| 47.        | Flötbass        | 2′      |
| 48.        | Rauschpfeife IV | 2 ⁄3′   |
| 49.        | Bombarde        | 32′     |
| 50.        | Posaune         | 16′     |
| 51.        | Trompete        | 8′      |
| 52.        | Schalmei        | 4′      |

- Koppeln:
  - Normalkoppeln: II/I, III/I, III/II, I/P, II/P, III/P
  - Superkoppeln: I/I, II/I, II/II, III/I, III/II, III/III, III/P
  - Subkoppeln: I/I, II/I, II/II, III/I, III/II, III/III

### Glocken
Der Turm der Kirche beherbergt fünf Glocken. Das Geläut ist vom Klang her ausgewogen. Bei entsprechender Wetterlage und je nach Windrichtung sind die Glocken im Umkreis von drei bis vier Kilometern noch gut zu hören.
| Glocke | Patron                     | Gussjahr | Gießer                   | Schlagton |
| ------ | -------------------------- | -------- | ------------------------ | --------- |
| 1      | Maria Königin des Friedens | 1913     | Georg Wolfart (Lauingen) | c′        |
| 2      | Albertus Magnus            | 1946/47  | Georg Wolfart (Lauingen) | e′        |
| 3      | Antonius von Padua         | 1946/47  | Georg Wolfart (Lauingen) | g′        |
| 4      | Franz Xaver                | 1946/47  | Georg Wolfart (Lauingen) | a′        |
| 5      | Martin                     | 1946/47  | Georg Wolfart (Lauingen) | c″        |

Anmerkung: Ursprünglich besaß das Münster noch eine sechste Glocke; diese war aber nach dem Zweiten Weltkrieg nicht mehr auffindbar.

### Kenotaph und Fürstengruft
Unter der Empore des Münsters befindet sich das Grabmal von Elisabeth von Hessen, die die Reformation vorantrieb und am 4. Januar 1563 in Lauingen verstarb. Ein massives Eisengitter umfasst die Grabstelle. Auf einem Sockel stehen an den Ecken jeweils vier Löwen. Darüber ruht auf einem roten Marmorstein die  schlafende Pfalzgräfin. Es wurde im Jahre 1572 von dem Bildhauer Sigismund Winthir geschaffen.
In der Grablege der Pfalzgrafen von Neuburg, die ab 1570 angelegt wurde, ruhen 38 Familienmitglieder ihres Hauses. Einen Eindruck von der Reichhaltigkeit der Fürstengruft kann man im Bayerischen Nationalmuseum erhalten.

### Sakristei
In der ehemaligen Sebastianskapelle, die zur Sakristei des Münsters wurde, befinden sich viele kostbare Paramente, die St. Martin im Laufe der Zeit erhielt, unter anderem ein Vortragskreuz der Maria-Trost-Bruderschaft in Herzform und wertvolle Vasa sacra.

## Geistliches Leben

### Liturgie
In der Stadtpfarrkirche St. Martin findet jeweils um 10:00 Uhr die Sonntagsmesse statt. Eine Vorabendmesse wird im Sommer jeweils am Samstag um 19:00 Uhr in der Stadtpfarrkirche und in den Wintermonaten in der Spitalkirche St. Alban abgehalten, davor gibt es die Möglichkeit zum Rosenkranzgebet.
Auch an den Hochfesten werden in St. Martin die Gottesdienste gefeiert.

### Bruderschaftswesen
Die Gemeinde hatte bis in den Anfang des 20. Jahrhunderts eine Gebetsbruderschaft, die Erzbruderschaft Maria Trost. Ihre Entstehung wird im Jahre 1673 vermutet und ihre Aufgaben bestanden in der Abhaltung von Nachmittagsandachten und der Steigerung der Volksfrömmigkeit. Die Bruderschaft erlosch im 20. Jahrhundert und wurde durch Initiative von Diakon Gerhard Nothaas sowie weiterer engagierter Kirchenmitglieder am 11. Dezember 2012 zu ihrem 340-jährigen Bestehen wiedererrichtet und vom Augsburger Weihbischof Florian Wörner im darauffolgenden Jahr im Rahmen eines feierlichen Pontifikalamtes eingesetzt.
Am ersten Samstag des Monats wird jeweils für die lebenden und verstorbenen Mitglieder der Bruderschaft im Martinsmünster eine Heilige Messe gefeiert.

### Albert-Verehrung
Da Albertus Magnus, genannt Albert der Große, aus der Stadt Lauingen kommt, ist dort auch eine ausgeprägte Verehrung dieses Heiligen und Kirchenlehrers zu finden. So gibt es in der Stadtpfarrkirche eine monatlich abgehaltene Auflegung seiner Hirnschale, die Lauingen nach seiner Heiligsprechung erhielt, und zu seinem Festtag 15. November findet in der Kirche ein feierlicher Gottesdienst zu seiner Ehre statt.
Im Jahre 1980, zum 700. Todestag des "Doctor Universalis" war Kardinal Joseph Ratzinger (der spätere Papst Benedikt XVI.) anwesend. In den letzten Jahren waren viele Bischöfe und Erzbischöfe in der sogenannten "Albertus-Magnus-Stadt" unter anderem, Walter Mixa, Konrad Zdarsa, Robert Zollitsch, Manfred Müller eingeladen.